# Слепород-Ивановка
Слепород-Ивановка (укр. Сліпорід-Іванівка) — село, Гребёнковская городская община, Лубенский район, Полтавская область, Украина.
Село образовано после 1945 года слиянием хуторов: Слепород-Ивановка, Березинщина, Пологи (Пологовский), Слепород, Вакуловщина и деревни Михайловка.
Код КОАТУУ — 5320882502. Население по переписи 2001 года составляло 569 человек.

## Географическое положение
Село Слепород-Ивановка находится на левом берегу реки Слепород, недалеко от её истоков, 
ниже по течению на расстоянии в 2 км расположено село Тарасовка, на противоположном берегу — село Майорщина. Село вытянуто вдоль русла реки на 6 к .
На реке несколько запруд.
Недалеко от села находится гидрологический заказник Пологи.

## История
В 1780 году имело церковьПриписана к церквям села Короваи
Село указано на специальной карте Западной части России Шуберта 1826—1840 годов как хутора Карасевскогои Вакуловский

## Экономика
- ООО АФ «Мрия».
- Агрокооператив «Рипак».

## Объекты социальной сферы
- Школа І—ІІ ст.